# Флото
Флото (нем. Vlotho) — город в Германии, в земле Северный Рейн-Вестфалия.
Подчинён административному округу Детмольд. Входит в состав района Херфорд. Население составляет 19 282 человека (на 31 декабря 2010 года). Занимает площадь 76,92 км². Официальный код — 05 7 58 036.
Город подразделяется на 4 городских района.

## Города-побратимы
- Обиньи-сюр-Нер (Франция, с 1988)[2]

## Фотографии

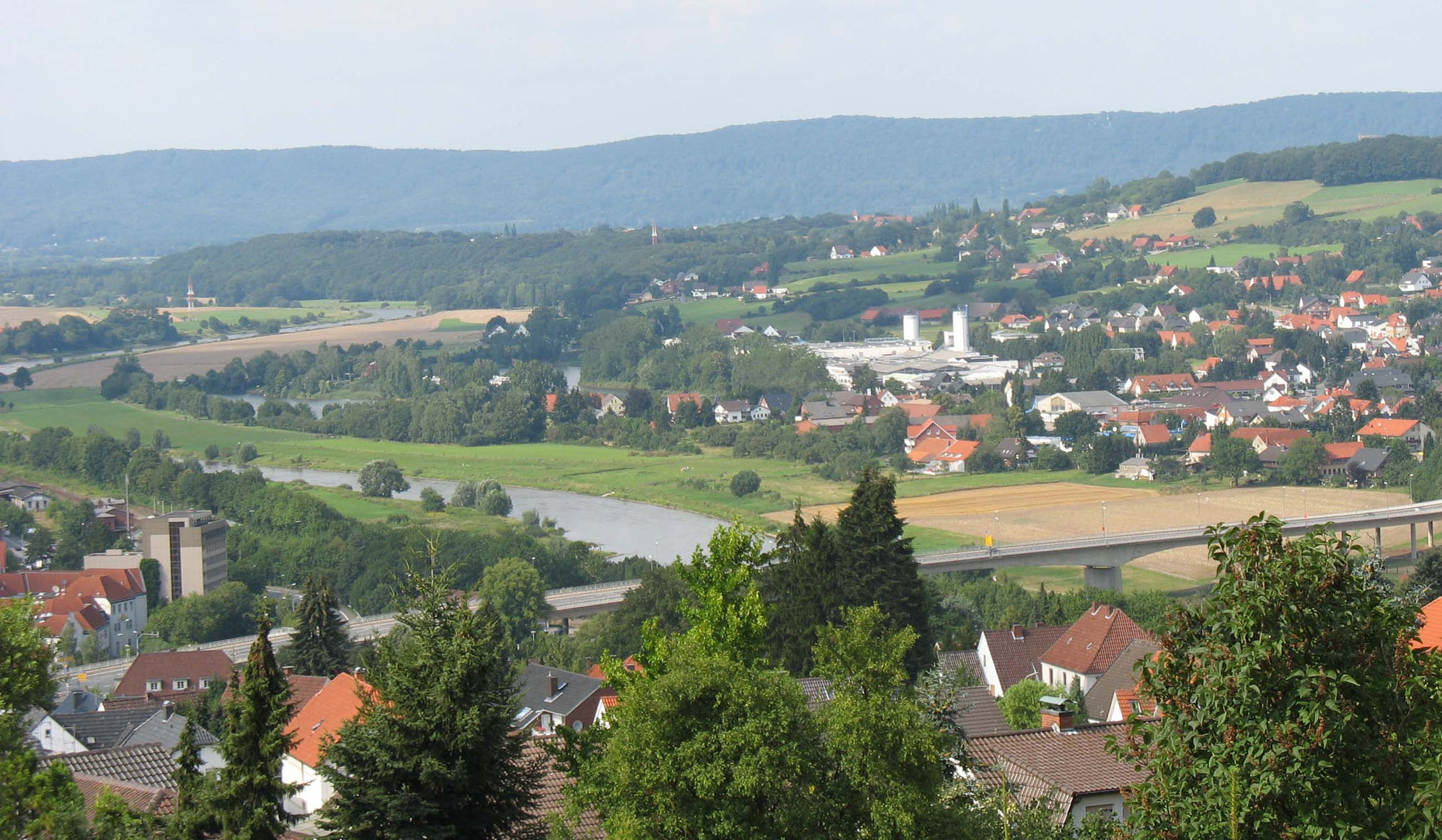
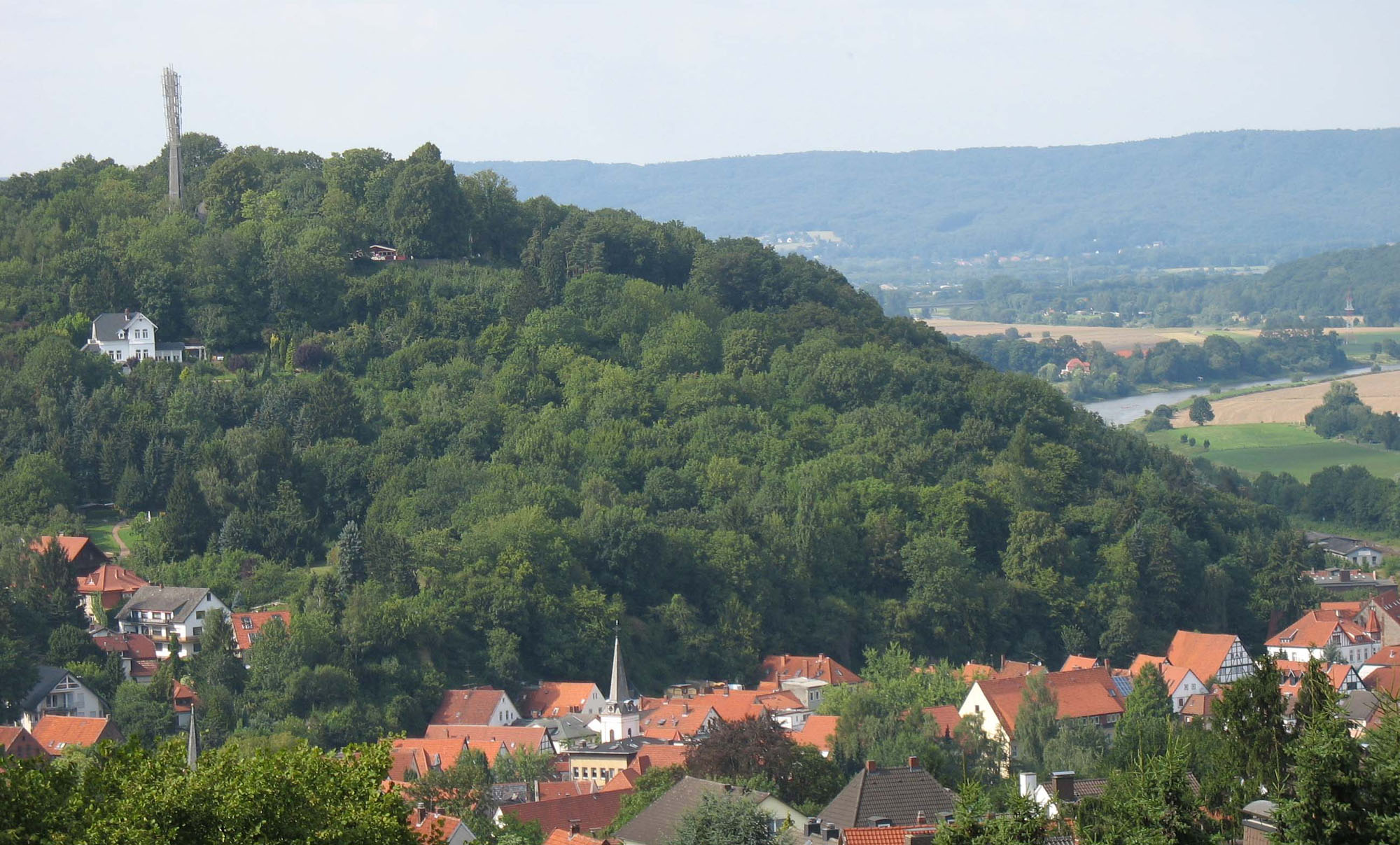
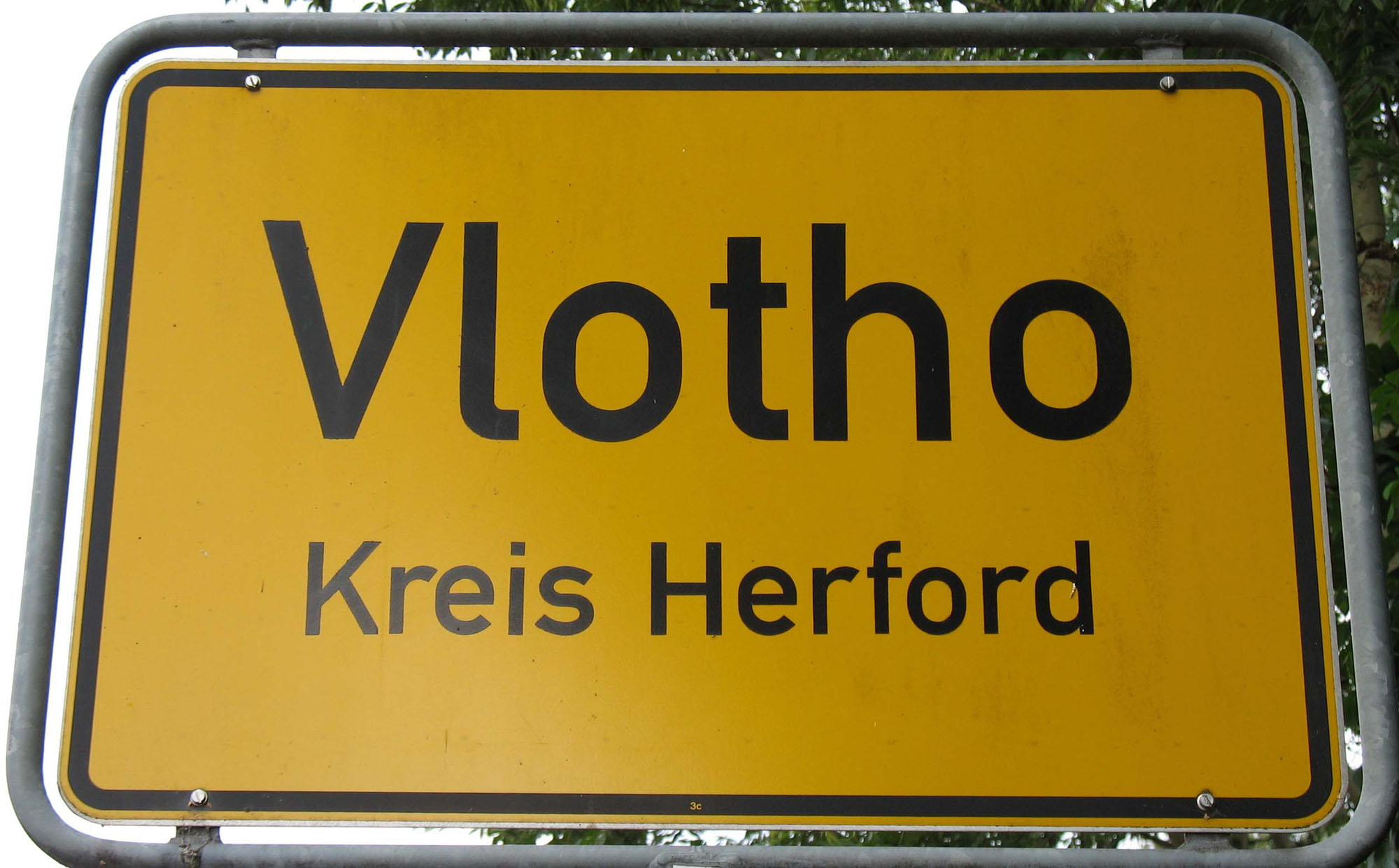
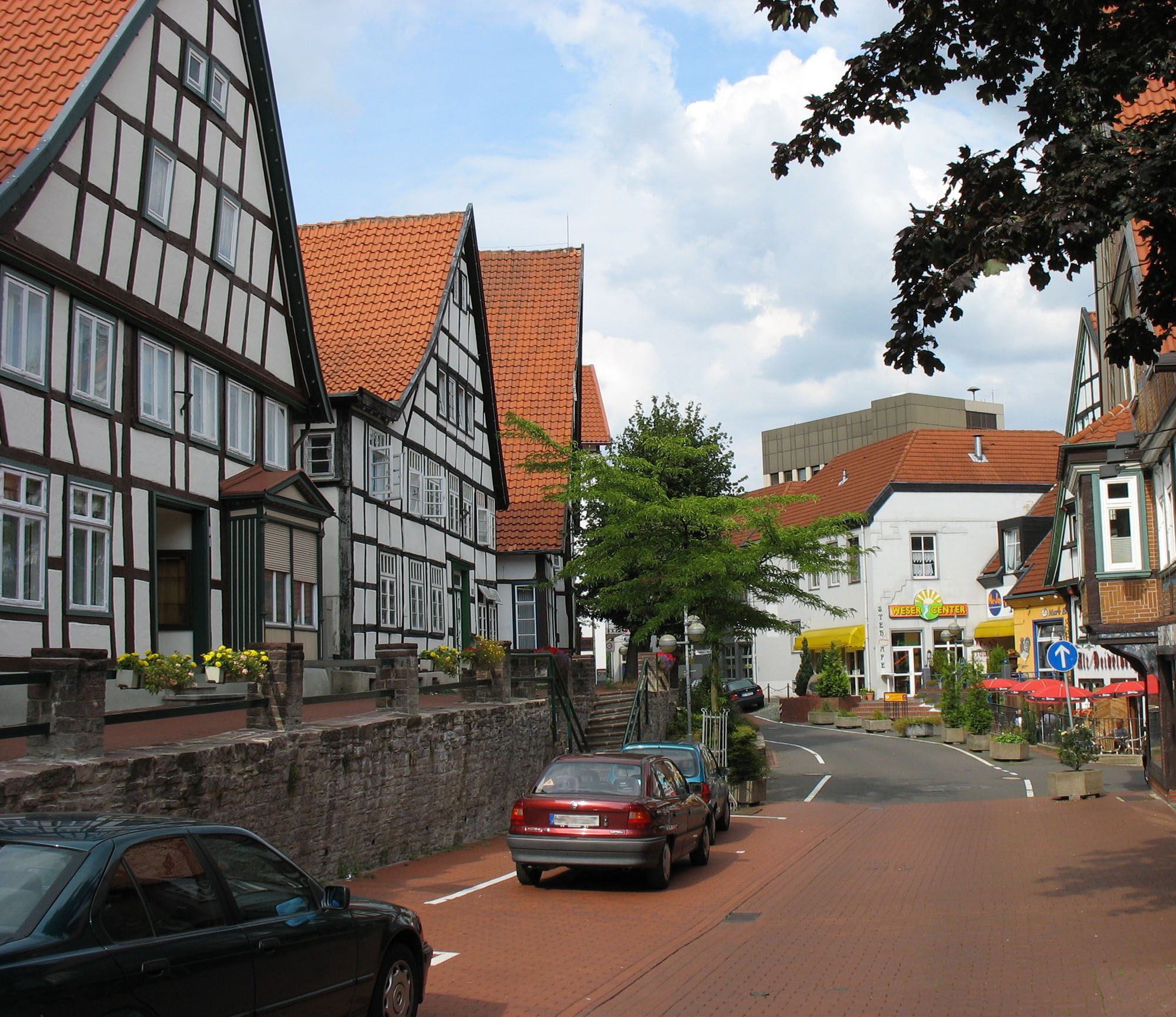
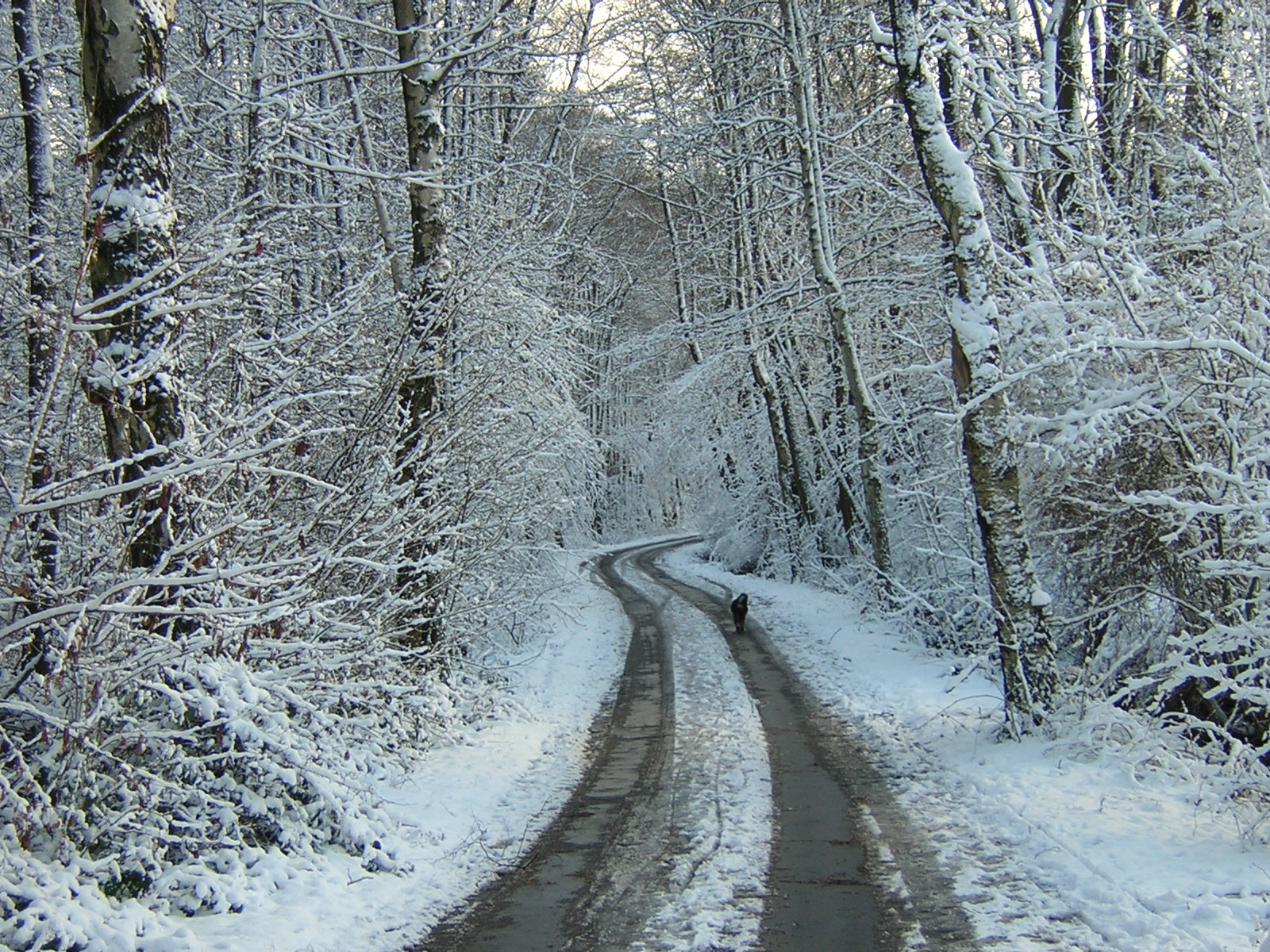